# 阿部豊 (工学者)
阿部 豊（あべ ゆたか） は、日本の機械工学者。筑波大学名誉教授。筑波大学副学長や、日本混相流学会会長を務めた。

## 人物・経歴
1982年東京工業大学大学院理工学研究科原子核工学専攻修了。1991年東京工業大学工学博士。山形大学工学部助教授、筑波大学機械工学科助教授を経て、2003年筑波大学機能工学系教授。2008年筑波大学工学システム学類学類長。2010年筑波大学機能工学系学系長。2012年筑波大学構造エネルギー工学専攻専攻長、日本機械学会動力エネルギーシステム部門副部門長。2013年日本機械学会動力エネルギーシステム部門部門長。2015年筑波大学システム情報系系長、日本混相流学会筆頭副会長。2016年日本混相流学会会長。2018年筑波大学副学長（企画評価・学術情報担当）、筑波大学附属図書館長。2020年日本原子力学会熱流動部会部会長。2021年筑波大学名誉教授。

## 受賞歴
- 1987年 日本原子力研究所有功賞[7]
- 1994年 日本機械学会動力エネルギーシステム部門優秀講演賞[4]
- 2000年 日本混相流学会論文賞[4]
- 2006年 筑波大学システム工学研究科教育貢献表彰[4]
- 2007年 日本機械学会校閲委員会感謝状[7]
- 2008年 アメリカ機械学会流体工学部門 2008 Report T. Knapp Award[4]
- 2008年 International Forum on Heat Transfer 2008, Best Presentation Award[4]
- 2010年 日本機械学会フェロー[4]
- 2011年 筑波大学Best Faculty Member[4]

## 原発マネー
阿部は内閣府原子力安全委員会委員および専門委員でありながら、原発関連企業である三菱重工業から500万円を受け取っており、原発の推進側と規制側の癒着構造が「安全規制ガバナンス」における根本的な問題であると指摘されている。